# Viorel Pupeză
Viorel Pupeză (n. 11 iunie 1946, com. Nimigea de Sus, județul Bistrița Năsăud) este un politician român, fost membru al Parlamentului României (2004-2008) din partea PSD. În aprilie 2008, Viorel Pupeză a devenit membru PC. În cadrul activității sale parlamentare, Viorel Pupeză a fost membru în grupurile parlamentare de prietenie cu Republica Islamică Pakistan, Regatul Unit al Marii Britanii și Irlandei de Nord, Republica Croația.  În perioada regimului comunist, Viorel Pupeză a fost activ în Consiliul Național al Organizației de Pionieri, condus de Poliana Cristescu.
După Revoluție, a ajuns în Partidul Socialist al Muncii, iar de acolo în 1998-1999 în PDSR.
Doar un an mai târziu a ajuns în fruntea organizației județene, pe care a condus-o până în 2007.
A fost prefect al județului între 2000 și 2007.
A fost și director economic la Spitalul Județean de Urgență.